# El Horno
El Horno är en ort i Mexiko.   Den ligger i kommunen Carrillo Puerto och delstaten Veracruz, i den sydöstra delen av landet, 270 km öster om huvudstaden Mexico City. El Horno ligger 197 meter över havet och antalet invånare är 128.
Terrängen runt El Horno är lite kuperad. Runt El Horno är det ganska tätbefolkat, med 62 invånare per kvadratkilometer. Närmaste större samhälle är Cuitláhuac, 13,7 km väster om El Horno. Omgivningarna runt El Horno är en mosaik av jordbruksmark och naturlig växtlighet.